# Steven Levitt
Steven David Levitt (* 29. květen 1967 New Orleans) je americký ekonom, profesor ekonomie na Univerzitě v Chicagu. Věnuje se tzv. ekonomii zločinu. Jeho nejznámější prací se stala studie The Impact of Legalized Abortion on Crime publikovaná roku 2001 v časopise Quarterly Journal of Economics. Zde dokazoval, že v místech, kde byly legalizovány potraty, došlo zhruba po osmnácti letech k nápadnému poklesu zločinnosti. Levitt z toho vyvozoval, že nechtěné děti páchají zločiny častěji než chtěné a právo na potrat tak může být jedním z nástrojů boje proti zločinu. Tyto závěry vzbudily v USA velké diskuse a Levittovi zajistili pozici jednoho z nejvlivnějších amerických akademiků. Když pak roku 2005 vydal knihu Freakonomics, stala se bestsellerem – i proto ho časopisy Foreign Policy a Prospect Magazine vyhlásili roku 2008 46. nejvlivnějším intelektuálem světa.